# Lanchester-6x4
Панцирник Lanchester-6x4 (англ. Lanchester 6x4 Armoured Car) був розроблений 1927 для Збройних сил Британії у міжвоєнний період компанією Lanchester Motor Company з Бірмінгему. Наприкінці 1930-х років з 39 виготовлених панцирників 10 знаходились на озброєнні територіальних підрозділів і 22 на озброєнні колоніальних військ, узявши участь у битві за Малайю з японцями.

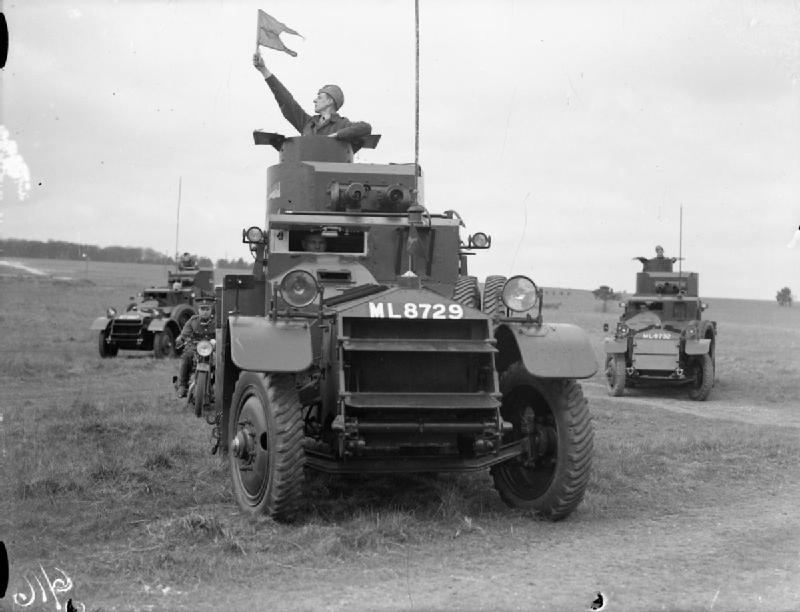
панцирник на маневрах 1938 року

## Історія
До березня 1928 було виготовлено два прототипи панцирника (D1E1, D1E2), на основі яких виготовили 22 машини з поначеннями Mk I (18 машин), Mk IA (4 командирські машини). При проектування врахували досвід експлуатації панцирників Lanchester. До 1932 виготовили ще 13 панцирників (D1E3, D1E4) Mk II (7 машин) і Mk IIA (6 машин) з гарматною вежею. На командирські машини встановлювали радіостанції. Панцирник мав добру прохідність завдяки приводу на дві задні осі. Вони знаходились на озброєнні 11 гусарського підрозділу (англ. Husarenregiment (Prince Alberts Own)) і 12 королівського підрозділу улан (англ. Royal Lancers (Prince of Walse's). З 1934 їх розмістили у Єгипті, згодом перевели до німецької землі Сар. Вони узяли участь у бойових діях на Далекому Сході, були передані 1941 1-му бельгійському панцирному ескадрону.